# Comuna Kidričevo
Kidričevo (Občina Kidričevo) este o comună din Slovenia, cu o populație de 6.502 locuitori (2002).

## Localități
Apače, Cirkovce, Dragonja vas, Kidričevo, Kungota pri Ptuju, Lovrenc na Dravskem polju, Mihovce, Njiverce, Pleterje, Pongrce, Spodnje Jablane, Spodnji Gaj pri Pragerskem, Starošince, Stražgonjca, Strnišče, Šikole, Zgornje Jablane, Župečja vas